# 강서구 (서울특별시)

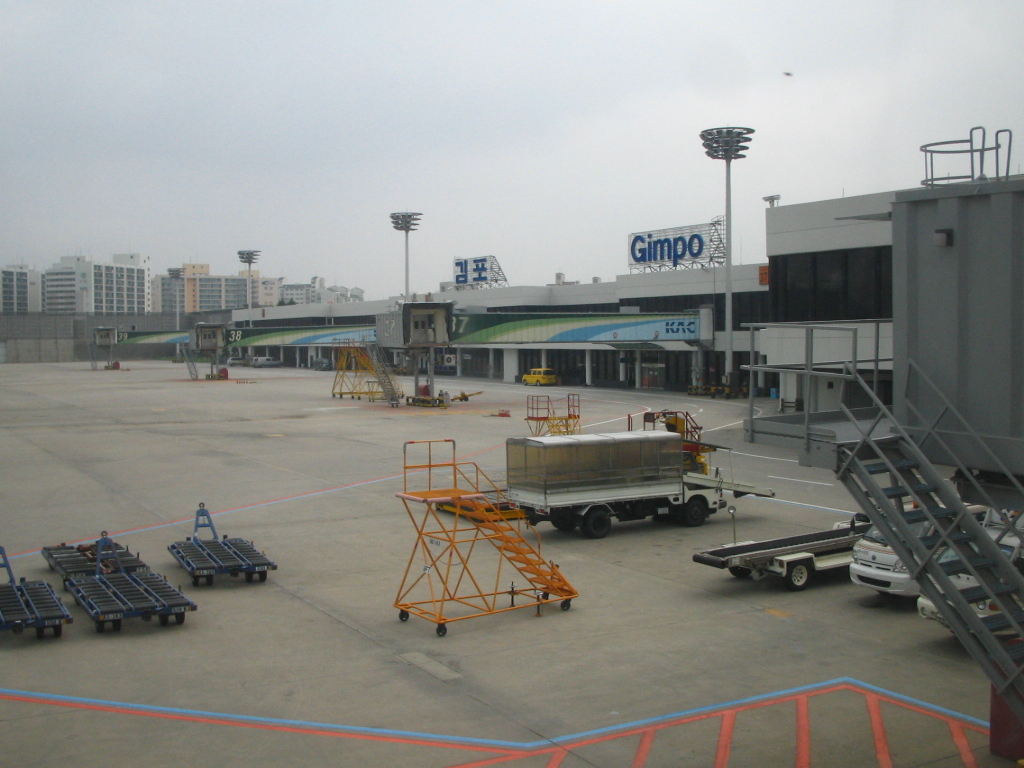
김포국제공항 전경

강서구(江西區)는 대한민국 서울특별시의 서쪽 끝에 있는 구이다. 북쪽으로는 한강을 경계로 마포구와 경기도 고양시 덕양구, 동쪽으로는 영등포구, 남쪽으로는 양천구와 경기도 부천시 오정구 오정동, 서쪽으로는 경기도 김포시, 인천광역시 계양구 계양동과 접한다. 한강의 서쪽에 위치해서 강서라고 이름을 지었다.
1977년 영등포구에서 분리된 구 중 하나로, 1988년에는 구의 일부가 양천구로 분리됐다.

## 역사

### 이전
- 1895년 : 인천부 양천군(陽川郡)
- 1896년 : 경기도 양천군
- 1914년 4월 1일 : 경기도 김포군 양동면, 양서면
- 1963년 1월 1일 : 양동면, 양서면 및 부천군 오정면 오곡리, 오쇠리를 서울특별시 영등포구에 편입,[3] 양동면지역에 양동출장소를, 양서면과 오곡오쇠리에 양서출장소 설치
- 1967년 12월 13일 : 양동출장소를 영등포구 본청 관할로 합병[4]
- 1968년 : 신곡동[5]에 30만 단지 조성
- 1970년 5월 18일 : 신곡동을 화곡동으로 개칭, 화곡1·2동으로 분동[6]
- 1970년 12월 31일 : 화곡2동을 화곡본동으로 개칭[7]
- 1975년 : 화곡1동을 화곡1·2동 및 신월동으로 분동, 신정동을 신정 1·2동으로 분동[8]

### 강서구
- 1977년 9월 1일 : 영등포구 염창동, 목동, 등촌동, 화곡동, 신월동, 마곡동, 가양동, 내발산동, 외발산동, 공항동, 방화동, 개화동, 과해동, 오곡동, 오쇠동 일원 및 신정동 일부가 분리, 강서구 신설[9]
- 1988년 1월 1일 : 강서구 중 목동·신월동·신정동을 양천구 관할로 설치, 분리[10]
- 1989년 9월 1일 : 발산동을 발산1·2동으로 분동[11]
- 1998년 : 과해동이 공항동에 편입
- 2008년 8월 25일 : 화곡7동이 화곡1동에 편입, 화곡5동과 발산2동이 우장산동이란 이름으로 합동.[12]
- 2026년 12월:강서구청 통합청사 이전 예정

## 행정 구역
강서구의 행정 구역은 13개 법정동을 20개의 행정동으로 나눠서 관리를 하고 있다. 강서구의 면적은 41.42km2로 서초구에 이어서 서울특별시에서 두 번째로 넓다. 인구는 2012년 12월 31일을 기준으로 223,708세대, 573,794명이다.

행정구역도 (국문)

행정구역도 (영문)

| 행정동    | 한자      | 면적 (km2) | 세대    | 인구 (명) |
| --------- | --------- | ---------- | ------- | --------- |
| 염창동    | 鹽倉洞    | 1.74       | 14,468  | 42,695    |
| 등촌제1동 | 登村第1洞 | 0.59       | 9,610   | 22,706    |
| 등촌제2동 | 登村第2洞 | 0.92       | 8,031   | 22,254    |
| 등촌제3동 | 登村第3洞 | 0.79       | 14,791  | 37,491    |
| 화곡본동  | 禾谷本洞  | 1.11       | 14,791  | 37,006    |
| 화곡제1동 | 禾谷第1洞 | 1.12       | 21,900  | 52,354    |
| 화곡제2동 | 禾谷第2洞 | 0.47       | 8,094   | 20,661    |
| 화곡제3동 | 禾谷第3洞 | 0.51       | 9,048   | 24,262    |
| 화곡제4동 | 禾谷第4洞 | 0.82       | 9,673   | 23,405    |
| 화곡제6동 | 禾谷第6洞 | 1.11       | 9,934   | 25,446    |
| 화곡제8동 | 禾谷第8洞 | 0.53       | 10,821  | 27,744    |
| 우장산동  | 雨裝山洞  | 1.36       | 14,097  | 39,848    |
| 가양제1동 | 加陽第1洞 | 4.70       | 7,288   | 24,787    |
| 가양제2동 | 加陽第2洞 | 1.00       | 7,934   | 16,668    |
| 가양제3동 | 加陽第3洞 | 0.99       | 7,863   | 17,911    |
| 발산제1동 | 鉢山第1洞 | 2.96       | 11,210  | 33,268    |
| 공항동    | 空港洞    | 10.88      | 9,978   | 22,421    |
| 방화제1동 | 傍花第1洞 | 1.04       | 11,728  | 31,155    |
| 방화제2동 | 傍花第2洞 | 6.41       | 11,119  | 26,109    |
| 방화제3동 | 傍花第3洞 | 2.38       | 11,425  | 27,479    |
| 강서구    | 江西區    | 41.43      | 223,708 | 573,794   |

## 인구
서울특별시 강서구의 연도별 인구(내국인) 추이
| 연도   | 총인구    |  |
| ------ | --------- |  |
| 1980년 | 500,882명 |  |
| 1985년 | 674,001명 |  |
| 1990년 | 391,016명 |  |
| 1995년 | 502,636명 |  |
| 2000년 | 503,775명 |  |
| 2005년 | 537,701명 |  |
| 2010년 | 543,559명 |  |
| 2015년 | 570,507명 |  |

## 주요 기관
- 강서구청
- 서울강서경찰서
- 도로교통공단 강서운전면허시험장

## 교육 기관

### 고등학교
| - 강서공업고등학교 - 경복비즈니스고등학교 - 경복여자고등학교 - 공항고등학교 - 대일고등학교 - 덕원여자고등학교 | - 덕원예술고등학교 - 동양고등학교 - 마포고등학교 - 명덕고등학교 - 명덕여자고등학교 - 명덕외국어고등학교 | - 세민정보고등학교 - 세현고등학교 - 수명고등학교 - 신정여자상업고등학교 - 영등포공업고등학교 | - 영일고등학교 - 한광고등학교 - 한서고등학교 - 화곡고등학교 - 화곡보건경영고등학교 |

### 중학교
| - 경서중학교 - 공항중학교 - 덕원중학교 - 등명중학교 - 등원중학교 - 등촌중학교 | - 마곡중학교 - 마곡하늬중학교 - 마포중학교 - 명덕여자중학교 - 방원중학교 - 방화중학교 | - 백석중학교 - 삼정중학교 - 성재중학교 - 송정중학교 - 수명중학교 - 신정여자중학교 | - 염경중학교 - 염창중학교 - 화곡중학교 - 화원중학교 |

### 평생교육
| - 성지중고등학교 |